# 185 هـ
185 هـ هي سنة في التقويم الهجري امتدت مقابلةً في التقويم الميلادي بين سنتي 801 و802.

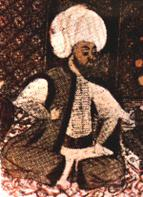
يعقوب بن إسحاق الكندي

## مواليد
- عباس الدوري
- النظّام
- يعقوب بن إسحاق الكندي